# 卓尼杜鹃
卓尼杜鹃（学名：Rhododendron joniense）为杜鹃花科杜鹃花属下的一个种。

## 扩展阅读
- 維基物種上的相關：卓尼杜鹃